# Többszörös
Az a egész szám többszöröse a b egész számnak, ha van olyan egész szám, amellyel b-t megszorozva a-t kapunk.
Tehát a többszörös az egész számmal történő szorzása valamely számnak.
Szemléletesen tehát arról van szó, hogy a b számot a-szor összeadjuk önmagával. Ily módon azonban a 0-val és 1-gyel való többszörözés nem, vagy nehezen értelmezhető.
A többszörösség az oszthatóság megfordított (inverz) relációja: hogy a többszöröse b-nek, az pont ugyanazt jelenti, mint hogy b osztója a-nak.